# Moselle Open 2024
Il Moselle Open 2024 è stato un torneo di tennis professionistico che si è giocato su campi di cemento indoor. È stata la 21ª edizione del torneo facente parte della categoria ATP Tour 250 nell'ambito dell'ATP Tour 2024. Si è giocato all'Arènes de Metz a Metz, in Francia, dal 3 al 9 novembre 2024.

## Partecipanti

### Teste di serie
| Nazionalità | Giocatore          | Ranking* | Testa di serie |
| ----------- | ------------------ | -------- | -------------- |
|             | Andrej Rublëv      | 7        | 1              |
| Norvegia    | Casper Ruud        | 8        | 2              |
| Bulgaria    | Grigor Dimitrov    | 9        | 3              |
| Danimarca   | Holger Rune        | 13       | 4              |
| Francia     | Ugo Humbert        | 18       | 5              |
| Spagna      | Pedro Martínez     | 41       | 6              |
| Germania    | Jan-Lennard Struff | 42       | 7              |
| Stati Uniti | Alex Michelsen     | 44       | 8              |

* Ranking al 28 ottobre 2024.

### Altri partecipanti
I seguenti giocatori hanno ricevuto una wildcard per il tabellone principale:
- Grigor Dimitrov
- Richard Gasquet
- Harold Mayot

I seguenti giocatori sono entrati in tabellone passando dalle qualificazioni:

- Arthur Cazaux
- Quentin Halys
- Benjamin Bonzi
- Jesper de Jong

I seguenti giocatori sono entrati nel tabellone principale come lucky loser:
- Pierre-Hugues Herbert
- Grégoire Barrère
- Titouan Droguet
- Manuel Guinard
- Théo Papamalamis
- Luca Van Assche

### Ritiri
Prima del torneo
- Félix Auger-Aliassime → sostituito da  Grégoire Barrère
- Matteo Berrettini → sostituito da  Corentin Moutet
- Arthur Cazaux → sostituito da  Manuel Guinard
- Grigor Dimitrov → sostituito da  Luca Van Assche
- Ugo Humbert → sostituito da  Titouan Droguet
- Nicolás Jarry → sostituito da  Bu Yunchaokete
- Karen Chačanov → sostituito da  Hugo Gaston
- Sebastian Korda → sostituito da  Théo Papamalamis
- Giovanni Mpetshi Perricard → sostituito da  Sumit Nagal
- Holger Rune → sostituito da  Pierre-Hugues Herbert

## Partecipanti al doppio

### Teste di serie
| Nazione     | Giocatore         | Nazione     | Giocatore              | Ranking* | Testa di serie |
| ----------- | ----------------- | ----------- | ---------------------- | -------- | -------------- |
| Messico     | Santiago González | Francia     | Édouard Roger-Vasselin | 46       | 1              |
| Monaco      | Hugo Nys          | Polonia     | Jan Zieliński          | 56       | 2              |
| Regno Unito | Julian Cash       | Regno Unito | Lloyd Glasspool        | 73       | 3              |
| Austria     | Alexander Erler   | Germania    | Andreas Mies           | 100      | 4              |

* Ranking al 28 ottobre 2024.

### Altri partecipanti
Le seguenti coppie di giocatori hanno ricevuto una wildcard per il tabellone principale:
- Dustin Brown /  Evan King
- Arthur Cazaux /  Harold Mayot

### Ritiri
Prima del torneo
- Yuki Bhambri /  Albano Olivetti → sostituiti da  Pierre-Hugues Herbert /  Albano Olivetti
- Rohan Bopanna /  Matthew Ebden → sostituiti da  Manuel Guinard /  Grégoire Jacq
- Sander Gillé /  Joran Vliegen → sostituiti da  Rithvik Choudary Bollipalli /  Francisco Cabral
- Máximo González /  Andrés Molteni → sostituiti da  Jakob Schnaitter /  Mark Wallner
- Kevin Krawietz /  Tim Pütz → sostituiti da  Pedro Martínez /  Sergio Martos Gornés

## Punti
| Evento    | V   | F   | SF  | QF | 2T   | 1T | Q    | Q2   | Q1   |
| Singolare | 250 | 165 | 100 | 50 | 25   | 0  | 13   | 7    | 0    |
| Doppio    | 250 | 150 | 90  | 45 | N.D. | 0  | N.D. | N.D. | N.D. |

## Montepremi
| Evento    | V        | F        | SF       | QF       | 2T       | 1T      | Q2      | Q1      |
| Singolare | 88 125 € | 51 400 € | 30 220 € | 17 510 € | 10 165 € | 6 215 € | 3 105 € | 1 695 € |
| Doppio*   | 30 610 € | 16 380 € | 9 600 €  | 5 370 €  | N.D.     | 3 160 € | N.D.    | N.D.    |

*per team

## Campioni

### Singolare
Benjamin Bonzi ha sconfitto in finale  Cameron Norrie con il punteggio di 7-6(6), 6-4.
• È il primo titolo in carriera per Bonzi.

### Doppio
Sander Arends /  Luke Johnson hanno sconfitto in finale  Pierre-Hugues Herbert /  Albano Olivetti con il punteggio di 6-4, 3-6, [10-3].